# Me cambio de apellido
Me cambio de apellido es un programa de televisión producido por Boxfish para su emisión en Cuatro. Tras dos emisiones, el programa fue retirado debido a sus bajas audiencias y un año después fue reubicado en Divinity.

## Formato
El programa supone un intercambio entre las vidas de dos familias cuyos intereses son opuestos. La experiencia comienza cuando las familias intercambian sus residencias y se ceden de forma temporal las llaves sus coches y de sus casas. De este modo, una vez llegan a sus destinos, efectúan una inmersión total en la realidad de las personas con las que se han intercambiado, adoptar todas sus costumbres y realizar las tareas y las actividades que les hayan indicado en un sistema de pizarras. Finalmente, antes de volver a sus vidas, los protagonistas se reúnen en un restaurante en el que intercambian sus impresiones sobre la experiencia vivida y escuchan la apreciación de amigos que se encargan de evaluar el grado de integración en la comunidad.

## Episodios y audiencias

### Temporada 1
| Programa | Día de emisión | Protagonistas                                                                    | Audiencia      | Ref   |
| -------- | -------------- | -------------------------------------------------------------------------------- | -------------- | ----- |
| 1        | 05/10/2018     | Familia Castaño (Españolistas) y Familia Blancafort (Independentistas catalanes) | 648 000 (4,5%) | [ 3 ] |
| 2        | 12/10/2018     | Familia Campillo (Pescadores) y Familia Limoni (Jet set)                         | 404 000 (3,4%) | [ 4 ] |
| 3        | 03/08/2019     |                                                                                  | 92 000 (1,1%)  | [ 5 ] |
| 4        | 10/08/2019     | Familia Sajén (hedonistas y LGTB) y Familia Xing (chinos tradicionales)          | 82 000 (0,9%)  | [ 6 ] |

- Los dos primeros programas fueron emitidos en el prime time de Cuatro. Tras ser retirado por baja audiencia, el programa continuó sus emisiones en Divinity.

## Audiencia media de todas las temporadas
| Edición                                   | Programas | Fecha | Cadena | Espectadores | Cuota |
| ----------------------------------------- | --------- | ----- | ------ | ------------ | ----- |
| Me cambio de apellido (Primera temporada) | 2         | 2018  | Cuatro | 526 000      | 3,9%  |